# آنا إس. هال
آنا إس. هال (بالإنجليزية: Anna Sophina Hall) هي ناشِطة أمريكية، ولدت في 7 أغسطس 1857 في سينسيناتي في الولايات المتحدة، وتوفي بنفس المكان في 17 ديسمبر 1924.